# Ægte insektædere
Ægte insektædere (latin Eulipotyphla eller Lipotyphla) er en orden af pattedyr. Ordenen indeholder arter som pindsvin, muldvarp og dværgspidsmus.
Ordenen er relativt ny inden for den biologiske taksonomi, idet familierne heri tidligere indgik i ordenen insektædere (Insectivora) sammen med slægten Afrosoricida med flere, men denne orden anses nu for forældet. Det er desuden foreslået at opdele de ægte insektædere i to nye ordener, Soricomorpha og Erinaceomorpha, hvor pindsvinene hører til i den sidstnævnte orden, mens de øvrige familier tilhører førstnævnte orden.

## Klassifikation
Orden: Ægte insektædere Eulipotyphla
- Familie Erinaceidae (pindsvin)
- Familie Talpidae (muldvarpe)
- Familie Soricidae (spidsmus)
- Familie Solenodontidae (solenodont)
- Familie Nesophonditae - uddød